# Paris-Roubaix 1992
La 90e édition de la course cycliste Paris-Roubaix a eu lieu le 12 avril 1992 et a été remportée par le Français Gilbert Duclos-Lassalle. L'épreuve comptait 267 kilomètres.

## Classement
| #  | Coureur                 | Équipe              |    | Temps           |
| -- | ----------------------- | ------------------- | -- | --------------- |
| 1  | Gilbert Duclos-Lassalle | Z                   | en | 6 h 26 min 56 s |
| 2  | Olaf Ludwig             | Panasonic-Sportlife | +  | 34 s            |
| 3  | Johan Capiot            | TVM-Sanyo           |    | 1 min 22 s      |
| 4  | Peter Pieters           | Tulip Computers     |    | 1 min 22 s      |
| 5  | Jean-Claude Colotti     | Z                   |    | 1 min 22 s      |
| 6  | Etienne De Wilde        | Telekom-Merckx      |    | 1 min 22 s      |
| 7  | Johan Museeuw           | Lotto-Mavic-MBK     |    | 1 min 22 s      |
| 8  | Nico Verhoeven          | PDM-Ultima-Concorde |    | 1 min 22 s      |
| 9  | Greg LeMond             | Z                   |    | 1 min 22 s      |
| 10 | Hendrik Redant          | Lotto-Mavic-MBK     |    | 1 min 22 s      |